# Evey Hammond
Evey Hammond è il personaggio principale del fumetto V for Vendetta, creato da Alan Moore e David Lloyd. Ragazzina londinese che rimane coinvolta nelle azioni del misterioso terrorista anarchico noto come V.

## Storia
Evey è inizialmente solo una dei tanti cittadini che vivono nell'ipotetica Gran Bretagna dispotica, ritratta nell'universo narrativo di V for Vendetta, in cui viene istituito un governo cospiratore e oppressore di stampo nazista. Costretta dalle ristrettezze economiche a prostituirsi alla sua prima uscita si imbatterà tuttavia negli uomini del Dito (la polizia segreta del partito) i quali tenteranno di stuprarla e ucciderla come punizione per aver violato il coprifuoco. Fortunatamente per lei verrà salvata da V, il misterioso vendicatore mascherato, che la porterà con sé nel suo rifugio: la Galleria delle Ombre Shadow Gallery situata sotto la Victoria Station. Inizialmente la ragazza è spaesata e disorientata ma in seguito inizierà a nutrire un forte sentimento di ammirazione ed una grande attrazione per il suo salvatore, da cui verrà istruita alle arti ginniche, teatrali, schermistiche, esplosive e marziali nonché alla cultura cinematografica, letteraria e musicale estirpata dal partito. Liberandola un po' alla volta da tutte le paure che il governo le ha instillato e rendendola la sua degna erede morale in punto di morte. Ciò nonostante essa non vorrà mai sapere l'identità di colui che le ha fatto da mentore.

## Film
Evey è interpretata da Natalie Portman nell'adattamento cinematografico del 2005.